# TuS Höhenhaus
Der TuS Höhenhaus (offiziell: Turn- und Spielverein (TuS) Höhenhaus 1919 e.V.) ist ein Sportverein aus dem Kölner Stadtteil Höhenhaus. Die erste Fußballmannschaft spielte sechs Jahre lang in der höchsten mittelrheinischen Amateurliga.

## Geschichte
Der Verein wurde im Jahr 1919 gegründet. Nach vielen Jahrzehnten auf lokaler Ebene stieg die Mannschaft 1956 in die Bezirksklasse auf. Dort wurde der TuS sechs Jahre später Vizemeister hinter der SpVg Porz und schaffte ein Jahr später den Aufstieg in die Landesliga Mittelrhein. Ende der 1960er Jahre engagierte sich Karl-Heinz Gillet im Verein, zunächst als Betreuer, dann als Jugendleiter und schließlich als Präsident. 1967 gelang der Mannschaft der Aufstieg in die Verbandsliga Mittelrhein, der seinerzeit höchsten Amateurliga. Nach zwei Jahren folgte der Abstieg in die Landesliga.
1973 folgte der Abstieg in die Bezirksklasse, fünf Jahre später schaffte die Mannschaft den Wiederaufstieg. Zurück in der Landesliga wurden die Höhenhauser 1983 Vizemeister hinter der SpVgg Oberaußem-Fortuna. Elf Jahre später folgte die Meisterschaft und der erneute Aufstieg in die Verbandsliga Mittelrhein. Dort wurde der TuS in der Aufstiegssaison 1994/95 Vierter mit drei Punkten Rückstand auf Meister VfL Rheinbach. 1997 verstarb Macher Gillet nach seinem dritten Herzinfarkt. Ein Jahr später stieg der TuS aus der Verbandsliga ab und verabschiedete sich im Jahr 2000 in die Bezirksliga. Drei Jahre später folgte der freiwillige Rückzug aus der Bezirksliga. 2005 stieg der TuS in die Kreisliga B ab und wurde prompt in die Kreisliga C durchgereicht. Zwar gelang 2014 der Wiederaufstieg, doch schon ein Jahr später wurden beide Herrenmannschaften aus dem Spielbetrieb zurückgezogen.
Der Verein machte durch seine erfolgreiche Jugendarbeit Schlagzeilen. Dabei profitierte der TuS von den engen Kontakten zwischen Karl-Heinz Gillet und dem damaligen Manager von Bayer 04 Leverkusen, Reiner Calmund. Höhenhaus zählte neben Leverkusen und dem 1. FC Köln zu den drei Topadressen am Mittelrhein. 1987 wurde die A-Jugend des TuS Höhenhaus Mittelrheinpokalsieger und qualifizierte sich für den DFB-Junioren-Vereinspokal. Dort scheiterte die Mannschaft jedoch in der ersten Runde an Holstein Kiel. Im Jahr 2000 wurde die A-Jugend Mittelrheinmeister und stieg in die seinerzeit erstklassige Regionalliga West auf.

## Persönlichkeiten
| - Sven Demandt - Ersin Demir - Marco Höger - Willi Hölzgen | - Guido Hoffmann - Thomas Huschbeck - Michael Kessel - Burakcan Kunt | - David Müller - Rudolf Müller - Manfred Pomp - Marcel Risse | - Mitja Schäfer - Oliver Westerbeek - Wolfgang Wiesner |